# Göran Engman
Per Göran Bertil Engman, född 4 maj 1953 i Västervik i Småland, är en svensk skådespelare, sång- och musikalartist.

## Biografi
Engman utbildades vid Scenskolan i Stockholm 1978–1981. Han har varit engagerad vid Riksteatern och tillhör sedan 1993 Uppsala stadsteaters fasta ensemble. Han har även gjort sig känd som sång- och musikalartist med imitationer av Elvis Presley som specialitet. Som sådan har han medverkat i bland annat föreställningarna Kungarna på Fyris (2001) på Uppsala stadsteater och musikalen Jerka på Göta Lejon (2003).
Han är mest känd för sin roll som den excentriske fiskaren Sören Rapp i TV-serien Skärgårdsdoktorn mellan 1997 och 2000. Utöver detta märks en bärande roll i långfilmen Mamy Blue (1999).

## Filmografi
- 1986 – Hövdingen (TV-serie) (berättare)
- 1988 – Löftet
- 1988 – Som man ropar
- 1990 – Gränslots
- 1990 – Greger Olsson köper en bil
- 1990 – Jag skall bli Sveriges Rembrandt eller dö!
- 1991 – Grodlarven
- 1991 – Facklorna
- 1993 – Kådisbellan
- 1995 – Stora och små män
- 1996 – Ellinors bröllop
- 1997 – Skärgårdsdoktorn (TV-serie)
- 1997 – Främlingen
- 1998 – Betraktaren
- 1998 – OP7 (TV-serie)
- 1999 – Mamy Blue
- 2000 – Skönheten
- 2002 – Befriaren
- 2002 – Utanför din dörr
- 2003 – Hitta Nemo (röst)
- 2003 – Skeppsholmen (TV-serie)
- 2004 – Superhjältarna (röst)
- 2004 – Polarexpressen (röst)
- 2005 – Robotar (röst)
- 2006 – På andra sidan häcken (röst)
- 2006 – Bortspolad (röst)
- 2006 – Happy Feet (röst)
- 2006 – Ice Age 2 (röst)
- 2007 – Råttatouille (röst)
- 2008 – Chihuahuan från Beverly Hills (röst)
- 2009 – Arthur och Maltazard (röst)
- 2010 – Alice i Underlandet (röst)
- 2010 – Våra vänners liv (TV-serie)
- 2011 – Bilar 2 (röst)
- 2011 – Happy Feet 2 (röst)
- 2012 – De fem legenderna (röst)
- 2013 – Barna Hedenhös uppfinner julen
- 2014 – Piratskattens hemlighet
- 2016 – Maria Wern - Dit ingen når
- 2016 – Syrror (TV-serie)
- 2017–2021 – DuckTales (TV-serie) (röst)
- 2020 – Pelle Svanslös (röst)
- 2021 – DuckTales (TV-serie) (röst) (omdubbning)

## Teater (ej komplett)
| År   | Roll                        | Produktion                                                                                | Regi                    | Teater                           |
| ---- | --------------------------- | ----------------------------------------------------------------------------------------- | ----------------------- | -------------------------------- |
| 1980 |                             | Tolvskillingsoperan (Die Dreigroschenoper) Bertolt Brecht och Kurt Weill                  | Lars Göran Carlson      | Parkteatern                      |
| 1985 |                             | Klassfiende (Class Enemy) Nigel Williams                                                  | Magnus Bergquist        | Riksteatern                      |
| 1990 | Mercutio                    | Romeo och Juliet (The Tragedy of Romeo and Juliet) William Shakespeare                    | Finn Poulsen            | Unga Riks                        |
| 1991 |                             | Stålar (Loot) Joe Orton                                                                   | Peter Dalle             | Intiman                          |
| 1999 |                             | Catch My Soul                                                                             |                         |                                  |
| 2007 | Veit                        | Franziska Frank Wedekind                                                                  | Carolina Frände         | Uppsala stadsteater              |
| 2008 | Estanislao                  | Zorro Erik Norberg                                                                        | Alexander Öberg         | Uppsala stadsteater              |
| 2008 |                             | Rigoletto/Djurisk åtrå Francesco Maria Piave                                              | Mellika Melouani Melani | Uppsala stadsteater              |
| 2010 |                             | Elvis – Always on My Mind                                                                 |                         |                                  |
| 2011 | William Morrig              | Elake Måns Dennis Magnusson                                                               | Dennis Sandin           | Uppsala stadsteater              |
| 2011 | Jonathan Jeremiah Peachum   | Tolvskillingsoperan (Die Dreigroschenoper) Bertolt Brecht och Kurt Weill                  | Dennis Sandin           | Uppsala stadsteater              |
| 2013 | Polonius                    | Hamlet William Shakespeare                                                                | Linus Tunström          | Uppsala stadsteater              |
| 2013 |                             | En julsaga (A Christmas Carol in Prose, Being a Ghost-Story of Christmas) Charles Dickens | Rikard Lekander         | Uppsala stadsteater              |
| 2016 |                             | Kung Lear (King Lear) William Shakespeare                                                 | Linus Tunström          | Uppsala stadsteater              |
| 2016 |                             | Den goda människan i Sezuan (Der gute Mensch von Sezuan) Bertolt Brecht                   | Sunil Munshi            | Uppsala stadsteater              |
| 2018 | Bulten                      | Ett skri i natten Anders Lundin och Hans Marklund                                         | Hans Marklund           | Uppsala Stadsteater              |
| 2019 |                             | Kul med en kvinna! Alma Kirlic                                                            | Karin Enberg            | Uppsala stadsteater              |
| 2020 |                             | Farliga förbindelser (Les Liaisons dangereuses) Christopher Hampton                       | Anna Azcárate           | Uppsala stadsteater              |
| 2020 |                             | Måsen (Чайка, Tjajka) Anton Tjechov                                                       | Dennis Sandin           | Uppsala stadsteater              |
| 2021 | Ahote, städare (ett lejon)  | Djur som hatar människor Erik Gedeon                                                      | Erik Gedeon             | Uppsala stadsteater              |
| 2021 | Ilja Afanasievitj Sjamrajev | Måsen (Чайка, Tjajka) Anton Tjechov                                                       | Dennis Sandin           | Uppsala stadsteater              |
| 2021 | Dartanjang                  | Loranga, Loranga Barbro Lindgren                                                          | Olle Törnqvist          | Uppsala stadsteater              |
| 2022 |                             | That's life Göran Engman                                                                  | Jonas Bernander         | Riksteatern/ Uppsala stadsteater |
| 2024 | Knut                        | Härlig är jorden Viktor Tjerneld                                                          | Viktor Tjerneld         | Kulturhuset Stadsteatern         |